# ATV Georges Lemaître
ATV Georges Lemaître (inne nazwy Automatyczny Statek Transportowy nr 5 lub ATV-5) – piąta i ostatnia misja Automatycznego Statku Transportowego (ATV), wykonana przez Europejską Agencję Kosmiczną w celu zaopatrzenia Międzynarodowej Stacji Kosmicznej. Wykorzystany podczas niej statek zaopatrzeniowy został nazwany „Georges Lemaître” na cześć belgijskiego księdza i astronoma, współtwórcy współczesnej kosmologii relatywistycznej oraz twórcy hipotezy Wielkiego Wybuchu.

## Przebieg misji
Start misji nastąpił 29 lipca 2014 roku o 23:47:45 czasu UTC. Operowana przez prywatne przedsiębiorstwo Arianespace rakieta nośna Ariane 5 ES wystartowała ze statkiem ATV-5 ze stanowiska startowego ELA-3 Gujańskiego Centrum Kosmicznego. Ważący 20 245 kg ATV Georges Lemaître był najcięższym pojazdem kiedykolwiek wyniesionym na orbitę przez rakietę z rodziny Ariane i pobił rekord ustanowiony w czasie misji ATV Albert Einstein.
Statek ATV-5 wykonał automatyczny manewr dokowania do modułu Zwiezda Międzynarodowej Stacji Kosmicznej 12 sierpnia 2014 o 13:29:53 UTC.
A czasie misji ATV-5 wykonano dwa eksperymenty przy wykorzystaniu statku ATV Georges Lemaître. Pierwszym z nich był Laser InfraRed Imaging Sensors (LIRIS) polegający na laserowym obrazowaniu obiektów przy użyciu promieniowania podczerwonego. Eksperyment ten miał na celu zbadanie możliwości dokowania statków kosmicznych z tzw. niewspółpracującymi obiektami, jak np. kosmiczne śmieci lub kapsuły przewożące próbki pobrane z ciał niebieskich.
Drugi eksperyment również wykorzystywał promieniowanie podczerwone. Wewnątrz ATV Georges Lemaître umieszczono bowiem kamerę rejestrującą obraz w podczerwieni, która zbierała dane podczas rozpadania i spalania się statku w czasie wchodzenia w atmosferę. Urządzenie to przesyłało dane do jednego z satelitów Iridium. Odebrano dane z akcelerometru, magnetometru, termometru oraz szczegóły dotyczące rotacji, a także informację o wykonaniu ok. 6000 zdjęć. Niestety transmisja samych zdjęć nie powiodła się.
ATV Georges Lemaître musiał zostać dwukrotnie wykorzystany do pilnej zmiany orbity stacji w związku z zagrożeniem zderzenia się z kosmicznymi śmieciami. Manewry takie wykonano:
- 27 października 2014 o 17:42 UTC – zwiększono prędkość stacji o 0,5 m/s w celu uniknięcia zderzenia stacji z pozostałościami po satelicie Kosmos 2251[7],
- 12 listopada 2014 o 12:35 UTC – zwiększono prędkość stacji o 0,5 m/s w celu uniknięcia zderzenia ze szczątkami chińskiego satelity rozpoznawczego Yaogan[8].

Poza tymi manewrami wykonano również, przy pomocy silników statku ATV-5, kilka planowanych zmian orbity stacji:
- 14 sierpnia 2014 o 16:58 UTC – podniesienie orbity o 2 km,
- 27 sierpnia 2014 o 08:37 UTC – podniesienie orbity o 1 km,
- 14 września 2014 o 02:08 UTC
- 8 października 2014 o 09:13 UTC – zwiększenie prędkości stacji o 1,22 m/s,
- 28 stycznia 2014 o 18:40 UTC – obniżenie orbity o 0,7 km.

Statek ATV-5 pozostał zadokowany do ISS przez 180 dni. 14 lutego 2015 roku o 13:42 UTC odłączył się od stacji i zaczął się od niej oddalać. Kolejnego dnia o 17:26 wykonano manewr jego deorbitacji, w wyniku czego statek spłonął w atmosferze o 18:04 UTC.

## Ładunek
Statek ATV Georges Lemaître zabrał na Międzynarodową Stację Kosmiczną ok. 6616 kg zaopatrzenia, w tym:
- 860 kg paliwa do przepompowania do zbiorników stacji,
- 2118 kg paliwa potrzebnego do korekty orbity ISS,
- 843 kg wody pitnej,
- 100 kg gazów (powietrze i tlen),
- 2695 kg środków i sprzętu w sekcji ciśnieniowej (1400 różnych przedmiotów).

Przed odcumowaniem statku ATV-5 od ISS jego sekcja ciśnieniowa została wypełniona śmieciami i niepotrzebnymi sprzętami o łącznej masie 2147 kg. Dodatkowo do jego pustych zbiorników przepompowano 353 litry odpadów płynnych. Ładunki te spłonęły razem ze statkiem podczas wchodzenia w atmosferę.

## Galeria

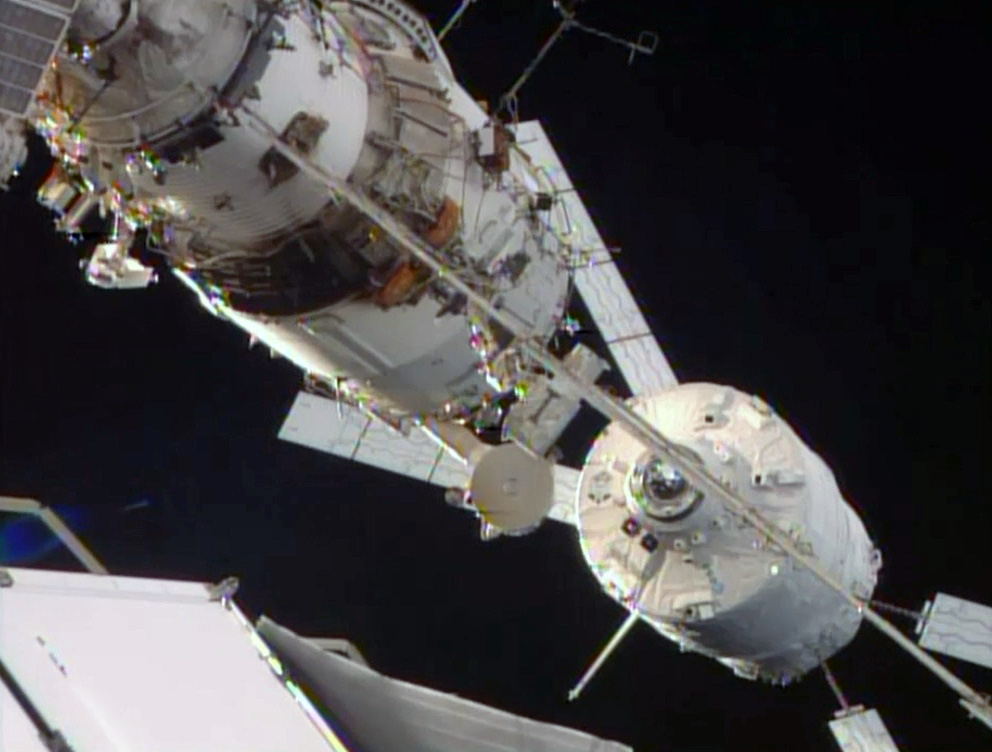
Statek ATV-5 w końcowej fazie dokowania do modułu Zwiezda
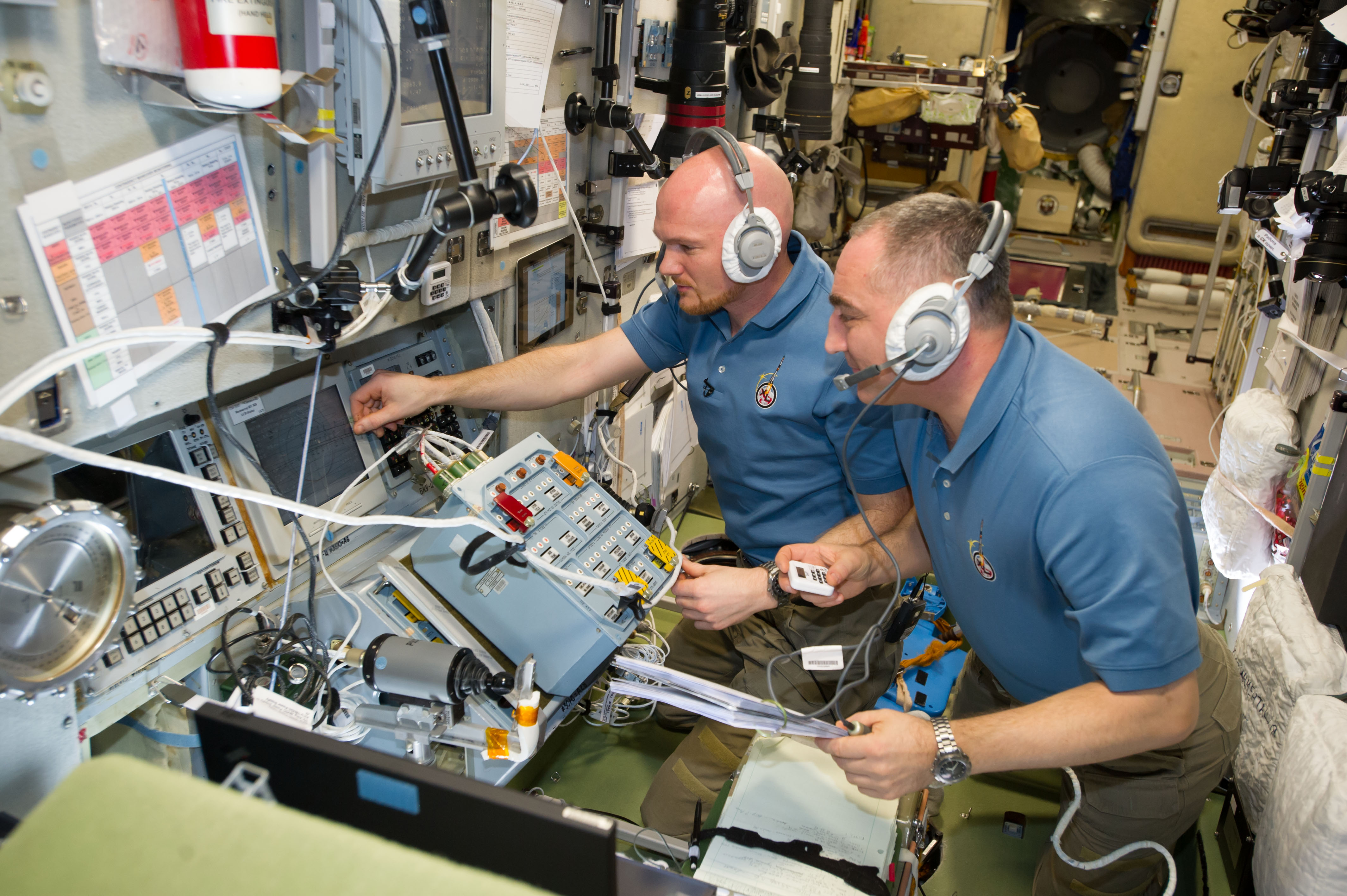
Alexander Gerst (z lewej) i Aleksandr Skworcow monitorują przy pomocy systemu TORU manewr automatycznego dokowania statku ATV Georges Lemaître
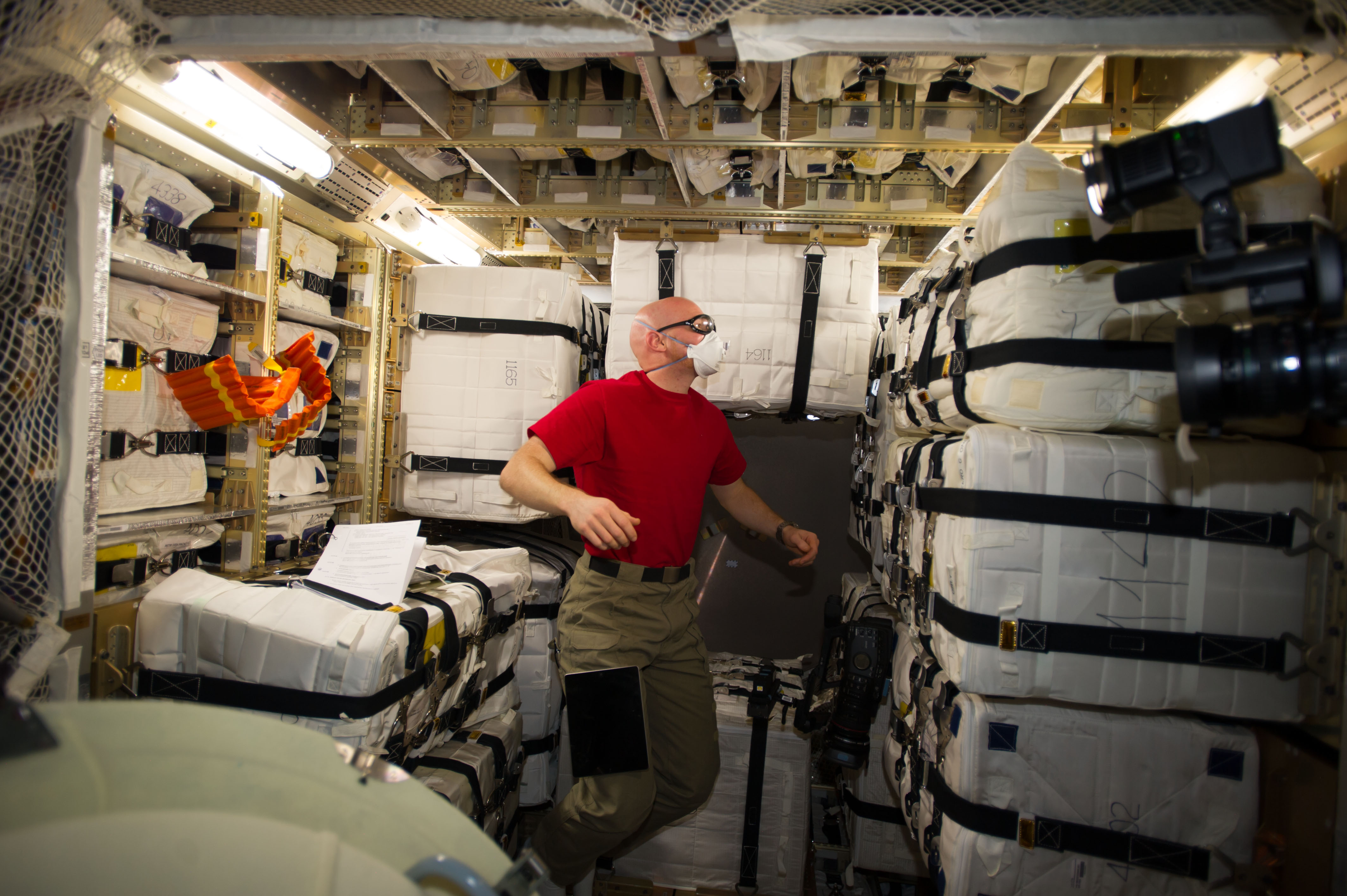
Alexander Gerst wewnątrz modułu ciśnieniowego statku ATV-5